# Säurefarbstoffe
Die Säurefarbstoffe, auch als anionische Farbstoffe bezeichnet, sind eine Farbstoffklasse, die Verbindungen mit unterschiedlichen Chromophoren beinhaltet. Das gemeinsame Strukturelement dieser Farbstoffe sind löslichmachende anionische Substituenten. Die Hauptanwendung der Säurefarbstoffe ist das Färben von Wolle, Polyamid und Seide. In der Farbstoff-Nomenklatur nach dem Colour Index werden die Säurefarbstoffe als Acid Dyes bezeichnet.

## Chemische Eigenschaften
Die mit Abstand meisten Vertreter der Säurefarbstoffe gehören zu den Azofarbstoffen. Der gebräuchlichste hydrophile Substituent ist der Sulfonsäurerest – dieser kann einfach in das Molekül eingeführt werden und ist bei dem im Färbeprozess üblichen pH-Bereich (pH 2–6) vollständig dissoziiert.
Die Proteinfasern der Wolle und Seide enthalten Amino- und Carboxygruppen, die in wässriger Lösung als Zwitterionen vorliegen. Im sauren Färbebad sind dagegen die Carboxygruppen nicht dissoziiert, während die Aminogruppen als Ammoniumkationen vorliegen. Zum Ladungsausgleich werden Gegenionen (Chlorid, Hydrogensulfat, Acetat, Formiat usw.) adsorbiert. Beim eigentlichen Färbevorgang erfolgt dann ein Ionenaustausch dieser kleinen Gegenionen gegen Farbstoffanionen. Der Farbstoff zieht somit aus der Färbeflotte auf die Faser auf.
Abhängig von der Molekülgröße können die Säurefarbstoffe in folgende Gruppen unterteilt werden: 
- Eher kleine Farbstoffmoleküle zeichnen sich durch ein gutes Migriervermögen aus und bilden im Wesentlichen salzartige Bindungen mit den funktionellen Gruppen der Faser. Man erhält daher sehr gleichmäßige flächige Färbungen (Egalität). Sie zeigen jedoch ein eher schlechtes Auswaschverhalten und werden bevorzugt in großen Mengen zur Färbung billiger Artikel eingesetzt.
- Bei Produkten mit größeren Farbstoffmolekülen spielt die Salzbindung nur eine sekundäre Rolle, und die Bindung an der Faser beruht im Wesentlichen auf Adsorptionskräften zwischen dem hydrophoben Teil des Farbstoffmoleküls und der Faser. Diese Gruppe der Säurefarbstoffe zeichnet sich durch gute Nassechtheiten aus. Dieser Vorteil wird jedoch in vielen Fällen auf Kosten der Egalität der Färbungen erreicht.

## Beispiele
- C.I. Acid Black 1 ergibt auf Wolle einen blau-schwarzen Farbton mit sehr guten Lichtechtheiten, aber moderaten Nassechtheiten.
- C.I. Acid Yellow 36 ist einer der ältesten Säurefarbstoffe, der nach wie vor für kostengünstige Wollfärbungen und bei einigen Spezialanwendungen (Leder und Papier) verwendet wird.
- C.I. Acid Blue 117[4] und C.I. Acid Orange 19[5] sind Beispiele für Säurefarbstoffe, mit denen sehr egale Färbungen bei guten Nassechtheiten erzielt werden können.
- C.I. Acid Blue 25, C.I. Acid Orange 3[6] und C.I. Acid Green 22 sind Beispiele für Säurefarbstoffe, die nicht zu den Azofarbstoffen gehören. C.I. Acid Blue 25 gehört zur Gruppe der Anthrachinonfarbstoffe, C.I. Acid Orange 3 ist ein Vertreter der Nitrofarbstoffe und C.I. Acid Green 22 ein Triphenylmethanfarbstoff.

| Beispiele für Säurefarbstoffe                                                                             | Beispiele für Säurefarbstoffe |
| --- | ----------------------------- |
| |                               |
| C.I. Acid Black 1                                                                                         | C.I. Acid Yellow 36           |
| |                               |
| C.I. Acid Blue 117                                                                                        | C.I. Acid Orange 19           |
| |                               |
| C.I. Acid Blue 25                                                                                         | C.I. Acid Orange 3            |
| |                               |
| C.I. Acid Green 22                                                                                        |                               |
| Hinweis: Alle Strukturen sind als freie Säure angegeben. Die Substanzinfos beziehen sich auf die Na-Salze |                               |